# Chiannia vagabunda
Chiannia vagabunda là một loài bướm đêm trong họ Geometridae.